# Jeffree Star
Jeffree Star, född Jeffrey Lynn Steininger Jr. 15 november 1985 i Los Angeles County i Kalifornien, är en amerikansk make-up-artist och ägare av Jeffree Star Cosmetics.
Star blev känd på Myspace och med sin musik runt 2006, sedan dess har han blivit en stor Youtube-stjärna där han bl.a. recenserar smink, gör tutorials samt gjort videor med andra kända youtubare som Shane Dawson, James Charles, Tana Mongeau, m.m. Han startade också sitt sminkmärke i slutet av 2014 som har blivit väldigt framgångsrikt.
Efter att en video släpptes av "youtubern" Tati 2019 så har gruppen av "youtubers" splittrats. Videon behandlade James Charles påstådda kontakt med minderåriga i sexuellt syfte. 

## Singlar
- Prisoner
- Get Away With Murder
- Beauty Killer
- Blush (2010)[6]
- Lollipop Luxury (featuring Nicki Minaj) (2011)[7]
- Best. Night. Ever
- Prom Night (2012)[8]
- Love To My Cobain (2013)[9]

## Album & EP
- Plastic Surgery Slumber Party (2007)[10]
- Cupcakes Taste Like Violence (2008)[11]
- Beauty Killer (2009)[12]
- Mr. Diva (2012)[13]